# Ugo di Cardona e di Gandia
Ugo di Cardona (Catalano: Hug de Cardona i Gandia, detto el Navarrès; Gandia, 1405 circa – 1470 circa), fu Duca di Gandia dal 1425 al 1433 e Signore di Real de Gandía e Ondara, dal 1412, di Guadalest e di Confrides dal 1419 alla sua morte.

## Origine
Ugo, secondo Ondara: canvis després de l'expulsió dels moriscos era il figlio terzogenito del secondo Conte di Cardona e Visconte di Vilamur, Giovanni Raimondo I di Cardona e di sua moglie, Giovanna di Gandia, che sempre secondo Ondara: canvis després de l'expulsió dels moriscos era figlia del conte di Dénia, marchese di Villena, conte di Ribagorza, Connestabile di Castiglia e duca di Gandia, Alfonso IV di Ribagorza e della moglie, Violante Jiménez Signora della baronia di Arenós, figlia di Gonzalo Diaz e della moglie María Cornel, come ci viene confermato dal Los cinco libros postreros de la primera parte de los Anales de la Corona de Aragón, v.2.

Giovanni Raimondo I di Cardona, secondo gli Anales de la Corona de Aragón, tomo II, era il figlio maschio del primo conte di Cardona, Barone di Bellpuig e Visconte di Vilamur, Ugo II, e della sua seconda moglie Beatrice de Luna, figlia di Pietro di Ejérica [Aragón] Barone di Ejérica e della moglie, Bonaventura di Arborea.

## Biografia
Nel maggio 1407, i genitori di Ugo firmarono un documento in cui stabilirono che al loro figlio terzogenito sarebbero spettate diverse signorie, alcune alla morte del nonno materno ed altre alla morte della madre.
Suo nonno, Alfonso IV, morì a Gandia, nel 1412 dove fu tumulato Chiesa di Santa Maria e Ugo ereditò le signorie di Real de Gandía e Ondara.
Sua madre, Giovanna di Gandia, morì, nel 1419, e Ugo ereditò diversi territori tra cui le signorie di Guadalest e di Confrides.
Nel 1424 seguì a Napoli il re della Corona d'Aragona Alfonso il Magnanimo.
Suo zio, il fratello di sua madre, Alfonso V di Ribagorza, morì nel 1425: la contea di Ribagorza ritornò alla corona d'Aragona, mentre il titolo di duca di Gandia andò a Ugo.

Il titolo di Duca di Gandia, nel 1433, ritornò alla Corona d'Aragona, che lo assegnò all'infante, Giovanni
Suo padre, Giovanni Raimondo I morì l'11 marzo 1441, a Cardona, dove fu tumulato nella chiesa collegiata di Sant Vincenç.
Ugo, poi si stabilì a Valencia, non prese parte agli affari del Principato, al contrario di suo figlio, Giovanni, ma durante la guerra civile fu un sostenitore di Giovanni II.

Di Ugo non si conosce la data esatta della morte, che avvenne nel 1470 circa.

## Matrimonio e discendenza
Ugo, nel maggio del 1427, a Pamplona, aveva sposato la baronessa di Béorleguy, Bianca di Navarra, nipote del re Carlo II di Navarra, figlia di Giovanna, figlia illegittima di Carlo II e di Giovanni di Béarn Signore di Béorleguy; Bianca aveva portato in dote 16.000 fiorini e le signorie di Caparroso, Aézcoa e Cáseda.

Ugo da Bianca ebbe tre figli:
- Giovanni (1430-1502)[11],
- Beatrice,
- Onofrio.

## Ascendenza
|                                             |                                        |                                                         | Genitori                                        |  |  | Nonni |  |  | Bisnonni                   |  |  | Trisnonni                              |  |
|                                             |                                        |                                                         |                                                 |  |  |       |  |  | Ugo I, visconte di Cardona |  |  | Raimondo Folco VI, visconte di Cardona |  |
|                                             |                                        |                                                         |                                                 |  |  |       |  |  | Ugo I, visconte di Cardona |  |  | Raimondo Folco VI, visconte di Cardona |  |
|                                             |                                        | Maria Álvarez de Haro                                   |                                                 |  |  |       |  |  | Ugo I, visconte di Cardona |  |  |                                        |  |
| Ugo II Folco, conte di Cardona              |                                        |                                                         |                                                 |  |  |       |  |  | Ugo I, visconte di Cardona |  |  |                                        |  |
|                                             |                                        | Beatrice d'Anglesola, signora di Bellpuig               | Guglielmo IV d'Anglesola, signore di Bellpuig   |  |  |       |  |  |                            |  |  |                                        |  |
|                                             |                                        | Beatrice d'Anglesola, signora di Bellpuig               | Guglielmo IV d'Anglesola, signore di Bellpuig   |  |  |       |  |  |                            |  |  |                                        |  |
|                                             |                                        | Beatrice d'Anglesola, signora di Bellpuig               | Beatrice de Pailhars                            |  |  |       |  |  |                            |  |  |                                        |  |
| Giovanni Raimondo Folco I, conte di Cardona |                                        | Beatrice d'Anglesola, signora di Bellpuig               |                                                 |  |  |       |  |  |                            |  |  |                                        |  |
|                                             |                                        | Pedro III Martinez de Luna, signore di Almonacid e Pola | Pedro II Martinez de Luna, signore di Almonacid |  |  |       |  |  |                            |  |  |                                        |  |
|                                             |                                        | Pedro III Martinez de Luna, signore di Almonacid e Pola | Pedro II Martinez de Luna, signore di Almonacid |  |  |       |  |  |                            |  |  |                                        |  |
|                                             |                                        | Pedro III Martinez de Luna, signore di Almonacid e Pola | Marchesa di Saluzzo                             |  |  |       |  |  |                            |  |  |                                        |  |
| Beatrice de Luna                            |                                        | Pedro III Martinez de Luna, signore di Almonacid e Pola |                                                 |  |  |       |  |  |                            |  |  |                                        |  |
|                                             |                                        | Elsa de Aragón                                          | Pietro d'Aragona, barone di Xèrica              |  |  |       |  |  |                            |  |  |                                        |  |
|                                             |                                        | Elsa de Aragón                                          | Pietro d'Aragona, barone di Xèrica              |  |  |       |  |  |                            |  |  |                                        |  |
|                                             |                                        | Elsa de Aragón                                          | Bonaventura di Arborea                          |  |  |       |  |  |                            |  |  |                                        |  |
| Ugo di Cardona, duca di Gandia              |                                        | Elsa de Aragón                                          |                                                 |  |  |       |  |  |                            |  |  |                                        |  |
|                                             | Pietro IV, conte di Ribagorza e Prades | Giacomo II, re della Corona d'Aragona                   |                                                 |  |  |       |  |  |                            |  |  |                                        |  |
|                                             | Pietro IV, conte di Ribagorza e Prades | Giacomo II, re della Corona d'Aragona                   |                                                 |  |  |       |  |  |                            |  |  |                                        |  |
|                                             | Pietro IV, conte di Ribagorza e Prades | Bianca di Napoli                                        |                                                 |  |  |       |  |  |                            |  |  |                                        |  |
| Alfonso IV di Ribagorza, duca di Gandia     | Pietro IV, conte di Ribagorza e Prades |                                                         |                                                 |  |  |       |  |  |                            |  |  |                                        |  |
|                                             |                                        | Giovanna di Foix-Béarn                                  | Gastone I, conte di Foix e visconte di Béarn    |  |  |       |  |  |                            |  |  |                                        |  |
|                                             |                                        | Giovanna di Foix-Béarn                                  | Gastone I, conte di Foix e visconte di Béarn    |  |  |       |  |  |                            |  |  |                                        |  |
|                                             |                                        | Giovanna di Foix-Béarn                                  | Giovanna d'Artois                               |  |  |       |  |  |                            |  |  |                                        |  |
| Giovanna di Gandia                          |                                        | Giovanna di Foix-Béarn                                  |                                                 |  |  |       |  |  |                            |  |  |                                        |  |
|                                             |                                        | Gonçalbo Díez, signore d'Arenós                         | Pero Jordán, signore d'Arenós                   |  |  |       |  |  |                            |  |  |                                        |  |
|                                             |                                        | Gonçalbo Díez, signore d'Arenós                         | Pero Jordán, signore d'Arenós                   |  |  |       |  |  |                            |  |  |                                        |  |
|                                             |                                        | Gonçalbo Díez, signore d'Arenós                         | Marquesa Lopez de Rada                          |  |  |       |  |  |                            |  |  |                                        |  |
| Violante Jiménez, signora d'Arenós          |                                        | Gonçalbo Díez, signore d'Arenós                         |                                                 |  |  |       |  |  |                            |  |  |                                        |  |
|                                             |                                        | Juana Cornel                                            | Ximeno Cornel, signore d'Alfajarin              |  |  |       |  |  |                            |  |  |                                        |  |
|                                             |                                        | Juana Cornel                                            | Ximeno Cornel, signore d'Alfajarin              |  |  |       |  |  |                            |  |  |                                        |  |
|                                             |                                        | Juana Cornel                                            | Violante de Pailhars                            |  |  |       |  |  |                            |  |  |                                        |  |
|                                             |                                        | Juana Cornel                                            |                                                 |  |  |       |  |  |                            |  |  |                                        |  |

### Fonti primarie
- (ES)  Anales de la Corona de Aragón, tomo II).

### Letteratura storiografica
- (CA)  Ondara: canvis després de l'expulsió dels moriscos